# 쿠노이치

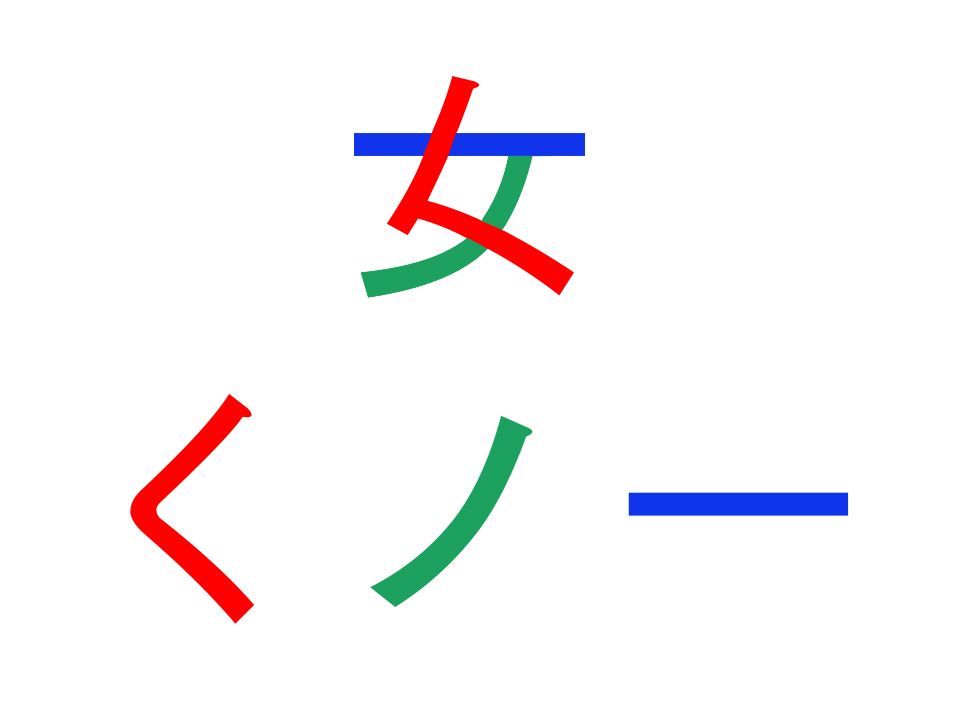

쿠노이치(일본어: くノ一 구노이치[*])는 여자 닌자를 지칭한다. 쿠노이치의 어원은 여자 여(女)라는 글자를 쿠(く)-노(ノ)-이치(一)'라고 풀어서 표기한 것에서 유래됐다. 쿠노이치는 남자 닌자와 마찬가지로 탐정, 첩자, 자객, 도둑 등으로 활동하며 추가적으로 여자라는 것을 이용하여 적에게 접근하여 몸기술로 적을 유혹하여 첩자노릇을 하거나 적을 독살하기도 한다. 이들은 변장과 은신, 암살, 교란, 추리 등의 달인으로 자신의 모습을 숨기기 위해 얼굴에 가면, 복면, 인피면구 등을 쓰거나 옷으로만 바꿀 수도 있다. 대표적인 닌자 집단은 이가(伊賀), 후마(風馬), 고가(甲賀) 등이라고 전해진다. 그리고 복장은 집단마다 다르다.
실질적으로 당대의 일본에서 남자는 다이묘가 아닌 이상 고쿠다카에 묶여 있어 자유롭게 떠돌아다니기 힘든 신분이지만 여자는 고쿠다카에 묶여있지 않아서 되려 일반적인 닌자보다 쿠노이치가 더 활약하기 좋았다.
닌자의 복면은 형태마다 다른데 얼굴가면형 복면, 눈가면 형태의 복면, 입을 가리는 복면 등으로 되어 있으며 이들은 속에 메쉬 티를 입었다고 전해진다. 그리고 이들은 수리검(手裏劍 : 십자, 봉 형태의 표창)과 쇄겸(鎖鎌 : 사슬낫), 만력쇄(萬力鎖 : 추가 달린 사슬무기), 바람총(독침을 입으로 통해 부는 총) 등을 다룰 뿐 아니라 독, 미혼향(迷混香 : 마취제)을 사용하기도 한다.
쿠노이치는 많은 용도로 사용되었는데 병영에 딸린 유곽에 숨어들어 가짜 유녀로 활동하면서 아시가루의 동태를 살피기도 했으며, 다른 다이묘에게 쿠노이치 신분을 숨기고 측실로 들어가 간첩 역할을 하거나 자신이 모시는 다이묘의 성욕을 해소하는 등 매우 다양하게 사용되었다.

## 역사속의 쿠노이치
유명한 쿠노이치 집단으로는 다케다 신겐을 모시던 무녀의 집단이며 그 두령은 모치쓰키 가카노치요조로 추측된다.

## 기타
창작물에서 쿠노이치는 대부분 망사로 된 보디 스타킹을 착용하지만 실제로는 사슬 갑옷을 이런 식으로 표현한 것이다.

## 같이 보기
- 여무자
- 모치즈키 치요